# Cara Reiche
Cara Stephanie Reiche (geboren am 11. November 2000 in Lemgo) ist eine deutsche Handballspielerin.

## Karriere
Ab dem Jahr 2013 gehörte Cara Reiche der HSG Blomberg-Lippe an und spielte dort in der zweiten Mannschaft in der 3. Liga. In der Saison 2019/2020 kam sie als Ersatz für die verletzte Kamila Kordovská zu ihrem Bundesligadebüt. Ab 2020 gehörte sie zum Stammkader der HSG. Zur Saison 2022/23 wechselte sie zum Zweitligisten HL Buchholz 08-Rosengarten. Im Oktober 2022 erhielt sie zudem eine Förderlizenz für den Buxtehuder SV um beim Erstligisten auszuhelfen. Im Sommer 2023 wechselte sie zum Buxtehuder SV.
Die 1,71 Meter große Spielerin wird auf der Position linker Rückraum eingesetzt.

## Privates
Reiche legte 2018 ihr Abitur am Marianne-Weber-Gymnasium in Lemgo ab.
Im Anschluss studierte sie bis 2022  Wirtschaftspsychologie an der Fachhochschule des Mittelstands. Sie ist mit dem Handballspieler Fynn Hangstein liiert.